# Прибережна селищна адміністрація
Прибере́жна селищна адміністрація (каз. Прибрежный кенттік әкімдігі, рос. Прибрежный поселковая администрация) — адміністративна одиниця у складі Алтайського району Східноказахстанської області Казахстану. Адміністративний центр — селище Прибережний.
Населення — 697 осіб (2021; 988 у 2009, 1520 у 1999, 2248 у 1989).
Станом на 1989 рік існувала Прибережна селищна рада (смт Прибережний, село Заводинка) Серебрянської міської ради обласного підпорядкування.

## Склад
До складу округу входять такі населені пункти:
| Населений пункт     | Старі назви | Населення, осіб (1989) | Населення, осіб (1999) | Населення, осіб (2009) | Населення, осіб (2021) |
| ------------------- | ----------- | ---------------------- | ---------------------- | ---------------------- | ---------------------- |
| Заводинка, село     | -           | 147                    | 173                    | 116                    | 85                     |
| Прибережний, селище | -           | 2101                   | 1347                   | 872                    | 612                    |